# بانزربوكسا 39
البانزربوكسا 39 (بالألمانية:  Panzerbüchse 39; اختصارا: PzB 39) هو بندقية ألمانية مضادة للدبابات كانت تطويرا للنسخة الأقدم من هذا السلاح التي تسمى بانزربوكسا 38 (بالألمانية: Panzerbüchse 38; اختصارا: PzB 39) تعني حرفيا بالبندقية الصائدة للدبابة. وتم استدخدامها حتى نهاية الحرب العالمية الثانية 

## الاستخدام
- الجيش الألماني استخدم نوعين من البنادق المضادة للدبابات لكن حاولوا تطوير أنواع أخرى البندقية الأولى التي خدمت في الجيش الألماني هي بانزربوكسا 38 (Panzerbüchse 38) وهي من عيار 7.92 مم أنتجت بواسطة Rheinmetall-Borsig وكان هذا السلاح الأول معقد وفي نفس الوقت عالي التكلفة ولأجل تشابهها مع قطع المدفعية الصغيرة وتمتلك قفل للمؤخرة صغير وانزلاقي وقاذف أوتوماتيكي، حوالي 1600 قطعة من هذه البندقية تم إنتاجها لتخدم في الجيش الألماني ولكن هذا النوع لم يقبل تماما ولكن تم الحفاظ على قطع السلاح وتم استخدامها في سنوات الحرب الأولى من الحرب العالمية الثانية.
- النوع الجديد من النسخة الأولى هو بانزربوكسا 39 Panzerbüchse 39 أبسط بكثير من النوع الأول وتم إنتاجه أي النوع الثاني بواسطة Gustloff-Werke of Suhl وقد حافظ السلاح الجديد على القفل الانزلاقي لأجل الذخيرة القوية وتطلق البندقية طلقة واحدة وتحمل الذخيرة الإضافية عند جانبي الكعب ويتم تشغيل القفل بواسطة سحب مقبض المسدس.

## تاريخ البندقية
البندقيتين تطلقان نفس الذخيرة التي لها مركز فولاذي صلب وفي عام 1939 تم فحص بعض البنادق البولندية المضادة للدبابات وفوجد أنها تطلق ذخيرة مركزها من التنجستن البندقية البولندية تسمى Marosczek anti-tank
rifles وبعض التطوير للنسخة الألمانية أصبحت تستطيع اختراق درع سماكته أكبر وقد طور الألمان كثير من النماذج الجديدة لكن لم تتعدَ التخطيطات إلى خط الإنتاج.

## نوع جديد
كان هناك نوع واحد إضافي استعمل من قبل الألمان الذي هو إنتاج سويسري اسمه 7.92-mm M
SS 41 من إنتاج Waffenfabrik
Solothurn لأجل ألمانيا لكن لم يصنع الكثير منها وبعض القطع تم استعمالها في شمال أفريقيا مصنع Solothurn كان هو المسؤول عن تصميم وإنتاج البندقية الجديدة بشكل أدق يمكن أن نسميه كمدفع مضاد للدبابات اسمه Panzerabwehrbüchse 785 s وكان هذا سلاحا مرعبا وضخم وأيضا مرة أخرى لم ينتج كثير من هذا النوع الجديد الفاخر ليستعمل في ألمانيا وبعض هذه القطع الحديثة ذهبت إلى إيطاليا وعرفت هناك باسم Fucile anticarro ويجب أن نذكر أن هذا السلاح اوتوماتيكي استخدم 5 إلى 10 طلقات لكل مخزن وبعض الأحيان يعرف باسم s 18-1100 والبعض تم استماله في هولندا خلال سنتي 1939 و 1940 وعرف باسم Geweer tp 18-1110.

## الخصائص
- النوع الأول: PzB 38
- العيار: 7.92 مم
- الطول: 1.615 م، طول الاسطبانة: 1.085م
- الوزن: 16.2 كغ
- سرعة الفوهة: 1210 م / ث
- الاختراق: 25 مم عند 300 م
- النوع الثاني: PzB 39
- العيار: نفس النوع الأول
- الطول: نفس النوع الأول بفارق بسيط
- الوزن: 12.6 كغ
- سرعة الفوهة: 1265 م/ث
- الاختراق: 25 مم عند 300 م